# Linostoma
Linostoma es un género botánico con trece especies de plantas de flores perteneciente a la familia Thymelaeaceae.

## Especies seleccionadas
- Linostoma albiflorum
- Linostoma andamanicum
- Linostoma calophylloides